# Degradación de Edman

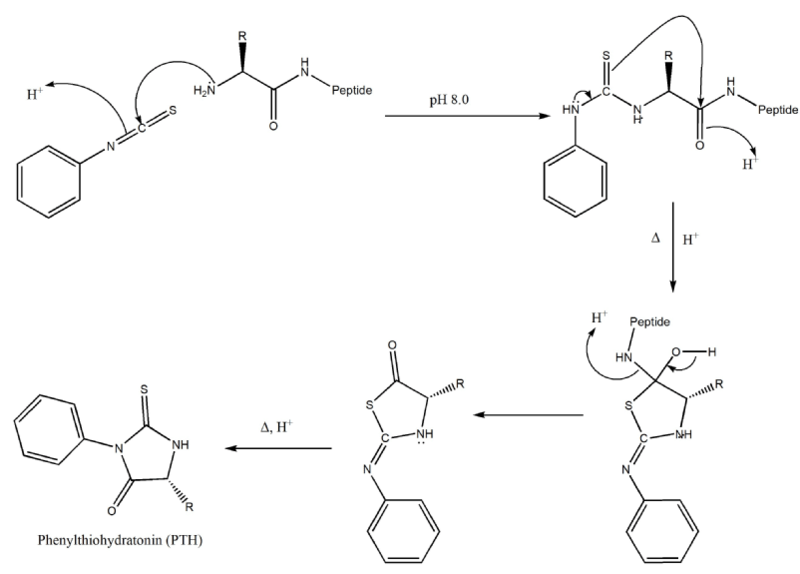
Degradación de Edman con una cadena de aminoácidos genérica

La degradación de Edman, desarrollada por Pehr Edman, es un método de secuenciación de aminoácidos en un péptido. En este método, el residuo amino terminal se etiqueta y se separa del péptido sin afectar a los enlaces peptídicos entre los otros residuos. 

## Mecanismo
En medio básico, se provoca la reacción del extremo amino con fenilisotiocianato para formar un péptido feniltiocarbamilado. A continuación, se aplica un medio ácido para que el tiocarbamoílo forme un ciclo de 5 miembros (feniltiohidantoína) con el carbonilo del enlace peptídico adyacente. De este modo, se obtiene un péptido más corto, con un nuevo extremo amino y la feniltiohidantoína del primer aminoácido.

## Limitaciones
No es posible secuenciar péptidos cuyo extremo N-terminal se encuentre bloqueado (grupo amino acetilado, formilado, etc). Alrededor del 50% de las proteínas tienen el extremo amino bloqueado, bien por naturaleza o por su preparación, en tampones con sustancias susceptibles de reaccionar con este: (cianato, ácido acrílico, aldehído...).
Otra limitación de la degradación de Edman es que el rendimiento no es del 100% y por tanto cuando ya se llevan hechos muchos ciclos (más de 50 aminoácidos analizados) se obtienen errores.